# Tōryanse

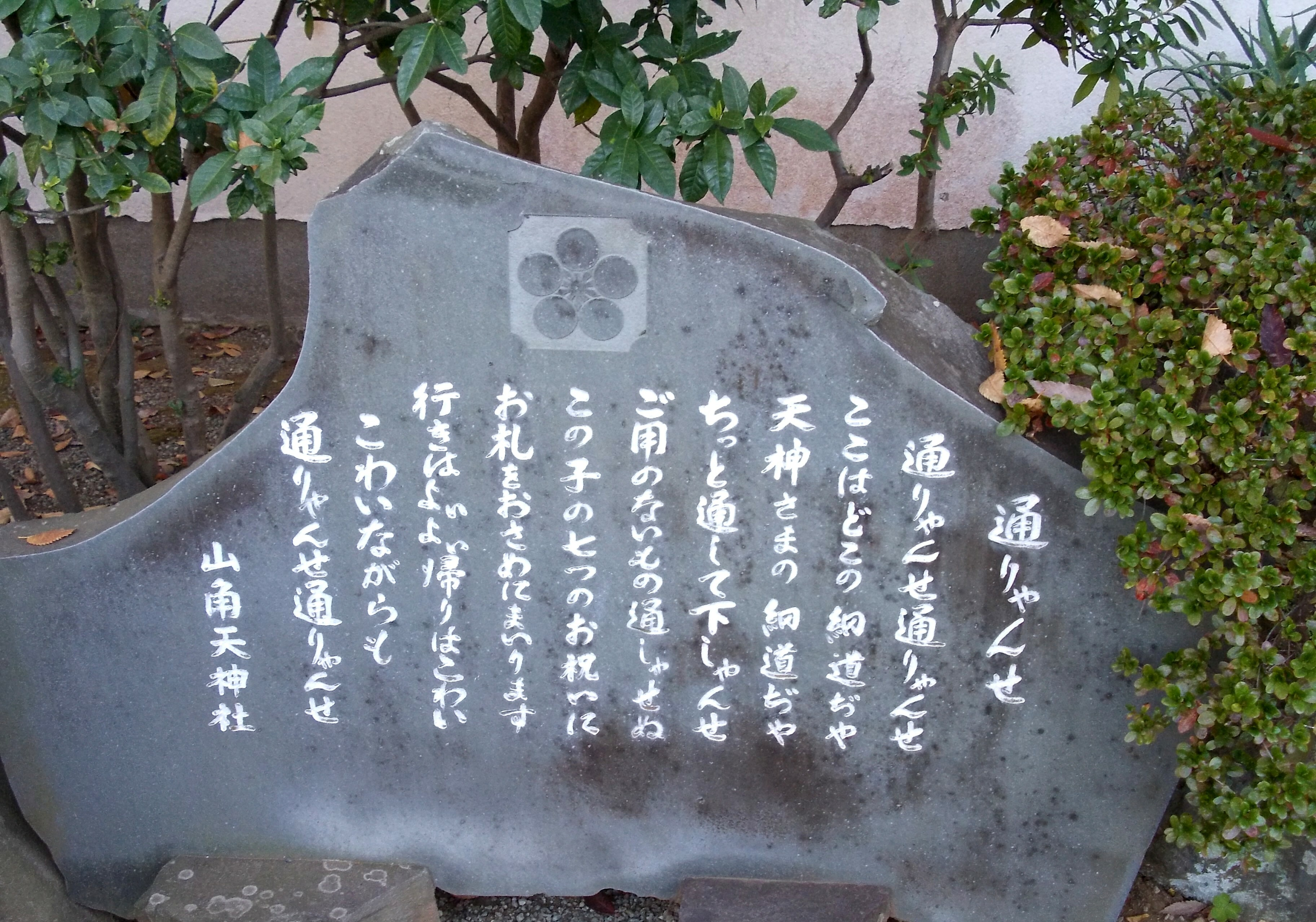
Gedenkstein mit Liedtext von Tōryanse am Schrein Yamakaku-Tenjin-sha in Odawara, der sich als ein Herkunftsort des Textes sieht

Tōryanse (japanisch 通りゃんせ) ist ein traditionelles japanisches Kinderlied (warabe-uta).
Das Lied ist von seiner Natur her ein Kinderreim aus der Edo-Zeit. Er ist dabei Teil eines Singspiels, das darin besteht, dass zwei sich gegenüberstehende Kinder mit ihren hochgestreckten, einander berührenden Händen einen Bogen bilden, durch den andere Kinder hindurchgehen, während das Lied gesungen wird. Wenn das Lied plötzlich stoppt, werden die Hände gesenkt und das durchgehende Kind darunter gefangen. Es gleicht damit jenem Spiel, das im englischsprachigen Raum zu London Bridge is Falling Down gespielt wird.
Das Lied ist in Japan zudem dadurch bekannt, dass es bei Ampeln als akustisches Signal benutzt wird um Fußgängern anzuzeigen, dass sie die Straße überqueren dürfen. In dieser Funktion als Signallied wurde es 1975 ausgewählt – neben Kokyō no Sora (故郷の空), das die Melodie des schottischen Volksliedes Comin’ Thro’ the Rye verwendet.
2007 stellte das Amt für kulturelle Angelegenheiten in Zusammenarbeit mit dem Dachverband der Elternvertretungen (日本PTA全国協議会 Nihon PTA Zenkoku Kyōgikai) eine Auswahl von 100 Liedern zusammen, die von Kindern und Eltern gesungen werden. Darin wurde Tōryanse auf Platz 63 aufgenommen.

## Liedtext
| Japanisch | Transkription | Übersetzung |
| --- | --- | --- |
| 通りゃんせ 通りゃんせ 此処は何処の 細道じゃ 天神さまの 細道じゃ ちっと通して 下しゃんせ 御用のない者 通しゃせぬ この子の七つの お祝いに お札を納めに 参ります 行きはよいよい 帰りは恐い 恐いながらも 通りゃんせ 通りゃんせ | tooryanse tooryanse koko wa doko no hosomichi ja tenjin-sama no hosomichi ja chitto tooshite kudashanse goyō no naimono tooshasenu kono ko no nanatsu no oiwai ni ofuda o osame ni mairimasu iki wa yoi yoi, kaeri wa kowai kowai nagara mo tooryanse tooryanse | Lasst mich hindurch, lasst mich hindurch! Wohin führt dieser enge Pfad? Es ist der enge Pfad des Tenjin-sama (Tempelgott). Bitte lasst mich hindurch. Ohne Anliegen darf keiner hindurch. Es ist zur Feier für dieses siebenjährige Kind. Ich möchte den Schrein besuchen für einen Talisman. Der Hinweg ist leicht, leicht, aber der Rückweg ist gruselig. Auch wenn er gruselig ist, geht hindurch, geht hindurch. |

Der Text, der in einem Edo-zeitlichen Japanisch verfasst ist, stellt ein Gespräch mit einer Wache dar und handelt von der Reise eines siebenjährigen Kindes in Begleitung zu einem Tenjin geweihten Shintō-Schrein. Unterwegs müssen sie durch einen Wachposten durch, bei dem nach ihrem Ziel gefragt werden, und dann mitgeteilt bekommen, dass sie hindurch dürfen (tōryanse), aber vor ihnen ein enger, furchteinflößender Pfad liegt und der Rückweg schwierig sein wird.
Als Zweck der Reise gilt das 7-5-3-Fest, das alljährlich im November stattfindet und vorsieht, dass Mütter mit ihren Mädchen, die in jenem Jahr sieben Jahre alt werden, zu einem entsprechenden Schrein reisen, um sich dort im Hinblick auf die hohe Kindersterblichkeit bei den Göttern dafür zu bedanken, dass das Kind diese schwierige Phase sicher überstanden hat, und diente als Übergangsritus.
Üblicherweise wird als Zielort der Miyoshino-Schrein angenommen, der sich innerhalb der Einfriedung der Burg Kawagoe befindet, wodurch man für dessen 7-5-3-Fest die Burg mit betreten musste. Damit wird die Herkunft des Textes auch bei Kawagoe verortet.
Teilweise wird auch eine zweite Strophe angegeben, die wohl auf den Manga Onikirimaru (1992–2001) von Kei Kusunoki zurückgeht. Diese lehnt sich textlich und inhaltlich an die erste an, handelt jedoch davon, dass das Kind gestorben ist, die Mutter unterwegs zur Trauermesse ist und ihr die Wache mitteilt, dass dies der enge Pfad zur Unterwelt sei:
| Japanisch | Transkription | Übersetzung |
| --- | --- | --- |
| 通りゃんせ 通りゃんせ ここは冥府の細道じゃ 鬼神様の細道じゃ ちっと通して下しゃんせ 贄（にえす）のないもの通しゃせぬ この子の七つの弔いに 供養を頼みに参ります 生きはよいよい 還りはこわい こわいながらも とおりゃんせ とおりゃんせ | tooryanse tooryanse koko wa meifu no hosomichi ja onigami-sama no hosomichi ja chitto tooshite kudashanse niesu no naimono tooshasenu kono ko no nanatsu no tomurai ni kuyou wo tanomi ni mairimasu iki wa yoi yoi kaeri wa kowai kowai nagara mo tooryanse tooryanse | Lasst mich hindurch, lasst mich hindurch! Dies ist der enge Pfad, des Totenreiches. Es ist der enge Pfad des Onigami-sama (Gott des Totenreiches). Bitte lasst mich hindurch! Ohne Opfer darf keiner hindurch. Es ist zur Beerdigung für dieses siebenjährige Kind. Ich möchte kommen für die letzte Ehrerweisung. Der Hinweg ist leicht, leicht aber die Rückkehr ist gruselig. Auch wenn er gruselig ist, Geht hindurch, geht hindurch. |

## Melodie
Die bekannteste Melodie des Textes ist die folgende:
Sie wurde dem Kinderreim 1921 von Motoori Nagayo gegeben, der das Stück auch arrangierte. Die Melodie benutzt eine hexatonische Tonleiter.